# Поздрави је, поздрави
„Поздрави је, поздрави“ је албум Мирослава Илића из 1983. године. На њему се налазе следеће песме:
1. Кад си са мном не мисли на време
2. Поздрави је, поздрави
3. Хоћу, хоћу
4. Немам времена да живим
5. Ти си моја симпатија
6. Врцкај се, врцкај се
7. Није живот једна жена
8. Драгачевском крајпуташу